# Parque España (Buenos Aires)
El Parque España (también conocido como Plaza España) es un parque público del barrio de Barracas, en la ciudad de Buenos Aires, Argentina.

## Ubicación
El Parque España se encuentra bordeado por las avenidas Caseros y Amancio Alcorta, y por la calle Baigorri. Del otro lado de la Avenida Amancio Alcorta está el Hogar de Ancianos "Dr. Guillermo Rawson", del Gobierno de la Ciudad de Buenos Aires, y pasando la calle Baigorri está el Hospital Británico.
El parque está a pocos metros de las vías del Ferrocarril General Roca, cerca de su estación terminal Plaza Constitución.

## Historia
El actual Parque España se encuentra sobre terrenos donde, en la primera mitad del siglo XIX (alrededor de 1830) existían los Mataderos de la Convalecencia , o Mataderos del Sud. En el lugar de la Plaza Constitución estuvo desde 1857 el Mercado del Sud del Alto.
Las tierras eran propiedad de Luis Dorrego (hermano del efímero gobernador Manuel Dorrego), y allí se asentaron los mataderos y corrales de animales. En este ambiente transcurrieron los hechos ficcionales del primer cuento realista argentino, El matadero, de Esteban Echeverría.
Según el relato de Echeverría, este era el aspecto del Matadero del Sud hacia fines de la década de 1830:

El matadero de la Convalecencia o del Alto, sito en las quintas al Sud de la ciudad, es una gran playa en forma rectangular colocada al extremo de dos calles, una de las cuales allí se termina [Avenida Amancio Alcorta] y la otra se prolonga hacia el Este [Avenida Caseros]. Esta playa con declive al Sud, está cortada por un zanjón labrado por la corriente de las aguas pluviales en cuyos bordes laterales se muestran innumerables cuevas de ratones y cuyo cauce, recoge en tiempo de lluvia, toda la sangraza seca o reciente del matadero. En la junción del ángulo recto hacia el Oeste está lo que llaman la casilla, edificio bajo, de tres piezas de media agua con corredor al frente que da a la calle y palenque para atar caballos, a cuya espalda se notan varios corrales de palo a pique de ñandubay con sus fornidas puertas para encerrar el ganado.

Estos corrales son en tiempo de invierno un verdadero lodazal en el cual los animales apeñuscados se hunden hasta el encuentro y quedan como pegados y casi sin movimiento. [...] La casilla, por otra parte, es un edificio tan ruin y pequeño que nadie lo notaría en los corrales a no estar asociado su nombre al del terrible juez y a no resaltar sobre su blanca pintura los siguientes letreros rojos: "Viva la Federación", "Viva el Restaurador y la heroína doña Encarnación Ezcurra", "Mueran los salvajes unitarios". Letreros muy significativos, símbolo de la fe política y religiosa de la gente del matadero.

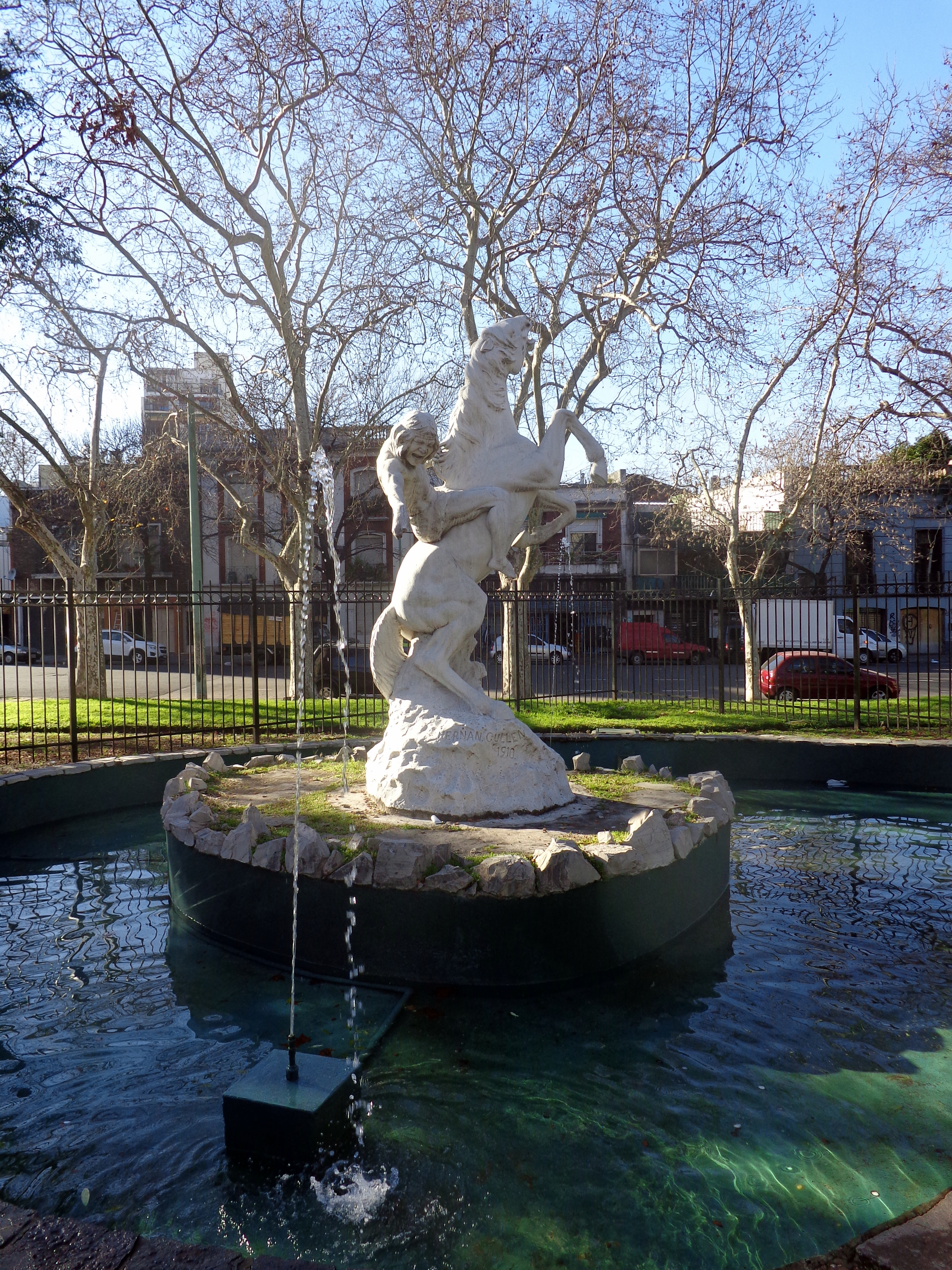
El aborigen, de Hernán Cullen Ayerza.

En 1860 una ordenanza dictó el traslado de los mataderos a un lugar más alejado del centro urbano de Buenos Aires, por cuestiones de salubridad. Esto no fue cumplido, y en 1868 fue rechazado el reclamo de las abastecedoras de carne, que pedían quedarse allí. Finalmente el lugar fue desmantelado, y en marzo de 1870 fue aprobada una ordenanza que resolvía la apertura de una plaza pública en estos terrenos.
Finalmente hacia 1871 o 1872 fue inaugurado el espacio público, aunque la fecha exacta no consta en las Memorias Municipales. El lugar fue llamado Plaza de los Inválidos, en homenaje a los sobrevivientes de la Guerra de la Triple Alianza. El diseño de la plaza se atribuye al ingeniero y director general de Paseos Públicos Eugenio Courtois, y al paisajista Carlos Thays.
Hacia 1885, durante la intendencia de Torcuato de Alvear, se instaló en un sector de la plaza el Jardín Botánico del Sur, con una serie de viveros, cuyo objetivo fue la cría de especies arbóreas para el parquizado de la ciudad.
El vivero fue desmantelado y demolido hacia la década de 1950, y reemplazado por juegos infantiles y una cancha de bochas. Aún quedan algunos restos de construcciones que marcan su ubicación.
El 3 de abril de 1900 se sancionó una Ordenanza Municipal que nombró al espacio verde Parque España, hecho que se celebró con una entrega de medallas conmemorativas el 6 de abril, en un acto que congregó a unas 20.000 personas, especialmente de la comunidad española en Buenos Aires.
El 24 de agosto de 1982, la Ordenanza 38.078 firmada por el intendente de facto Guillermo del Cioppo determinó que se ajustara el nombre a "Parque España", considerando la superficie y la extensión de la hasta entonces plaza.

## Descripción
Un detalle llamativo del Parque España es la permanencia de un conjunto de cinco antiguas parcelas de particulares, cuyas construcciones sobreviven en pie sobre la Avenida Caseros. Son terrenos de manos privadas, que la Municipalidad compró entre 1925 y 1928, que al no ser demolidas están ocupadas de manera irregular, o bien son alquiladas por el Gobierno de la Ciudad (en una de ellas funciona un Centro Cultural).
También, en la Av. Caseros 1750 funciona el Centro Cultural del Sur, en casas construidas para alojar oficinas de la Dirección General de Paseos Públicos, que luego fueran el Mesón Español. En él funciona desde 1989 la Calle de los Títeres, un conjunto de artistas del oficio que venden sus creaciones y realizan espectáculos teatrales.
Además funciona desde el año 2003 el Centro Kultural Trivenchi, un espacio autogestivo que pertenece a la Cooperativa de Trabajo Trivenchi. Allí se dan talleres de circo y otras artes y también se realizan espectáculos a la gorra.